# Golo Brdo (Skender Vakuf, BiH)
Golo Brdo je naseljeno mjesto u općini Skender Vakuf, Republika Srpska, Bosna i Hercegovina.
Nalazi se 8 kilometara od Skender Vakufa.
Selo se sastoji od zaselaka Mišići, Beraci i Bjeloševići.
Golo Brdo je bogato crnogoričnom i bjelogoričnom šumom.
U zaselku Mišići je područna škola Braća Mišić.
U blizini Gologa Brda nalazi se skijaški centar "Srebrenik", udaljen 4 km od Skender Vakufa.

## Stanovništvo

### 1991.
Nacionalni sastav stanovništva 1991. godine, bio je sljedeći:
ukupno: 354
- Srbi - 350
- Jugoslaveni - 2
- ostali, nepoznati i neopredijeljeni - 2

### 2013.
Nacionalni sastav stanovništva 2013. godine, bio je sljedeći:
ukupno: 141
- Srbi - 140
- Hrvati - 1